# Szabó Mária (színművész, 1940–1997)
Szabó Mária (Győr, 1940. február 6. – Szeged, 1997. július 17.) magyar színésznő.

## Életpálya
1940. február 6-án született Győrben. Pályáját a győri Kisfaludy Színházban kezdte 1962-ben. 1963-tól az egri Gárdonyi Géza Színház szerződtette. 1964-től a kaposvári Csiky Gergely Színház, 1967-től a debreceni Csokonai Színház művésze. 1972-től a Szegedi Nemzeti Színház színésznője volt.

## Fontosabb színházi szerepei
- Jókai Mór: A kőszívű ember fiai... Aranka
- Jókai Mór: Az aranyember... Noémi
- Luigi Pirandello: Hat szereplő szerzőt keres... A fiatal színésznő
- Fazekas Mihály: Ludas Matyi... Évi
- Móricz Zsigmond: Nem élhetek muzsikaszó nélkül... Birike
- Molnár Ferenc: Liliom... Hollunderné
- Nóti Károly: Nyitott ablak... Kovácsné
- Emil Sautter – Paul Burkhard: Tűzijáték... Paula, nagynéni
- Bertolt Brecht: Galilei élete... Fiatal udvarhölgy; Az asszony
- Friedrich Schiller: Ármány és szerelem... Millerné
- Anton Pavlovics Csehov: A manó... Vojnyickaja
- Iszaak Oszipovics Dunajevszkij: Szabad szél... Márkinő
- Nyikolaj Vasziljevics Gogol: A revizor... A tanfelügyelő felesége
- John Kander – Fred Ebb – Joe Masteroff: Kabaré... Kost kisassszony
- Huszka Jenő: Bob herceg... Királynő
- Ábrahám Pál: Bál a Savoyban... Mizzi, Musztafa német felesége
- Szigligeti Ede: Liliomfi... Erzsi
- Arthur Miller: A salemi boszorkányok... Mercy Lewis, Putnamék szolgálója
- Federico García Lorca: Bernarda Alba háza... Poncia
- Csurka István: Házmestersirató... szociológuslány
- Vámos Miklós: Világszezon... Bally
- Makszim Gorkij: Zikovék... Palageja
- Fehér Klára: Kevés a férfi... Kenyereslány
- Fejes Endre – Presser Gábor – Sztevanovity Dusán: Jó estét nyár, jó estét szerelem... Fodrászlány; Újságárusnő
- Révész Gy. István: Például Caius... Tybulla
- Franz Schubert – Berté Henrik: Három a kislány... Házmesterné
- Mark Twain – Kárpáthy Gyula: Koldus és királyfi... Anya; Vádlottnő
- Carlo Collodi: Pinokkió... Táltos tücsök
- Móra Ferenc: Mindenki Jánoskája... Veronika
- Jaroslav Hašek: Svejk... Müllerné
- Lionel Bart: Olivér... Old Sally, egy koldusaszony
- Giulio Scarnacci – Renzo Tarabusi: Kaviár és lencse... Helena Vietoris
- William Somerset Maugham: Imádok férjhez menni... Denise
- Lehár Ferenc: A víg özvegy... Sylvanie, Bogdanowitsch felesége
- Anatolij Naumovics Ribakov: Az Arbat gyermekei... Olga
- Lev Birinszkij: Bolondok Tánca... Amfissza, mindenes a kormányzó házában; Katarina, mindenes Goldmann házában
- Eisemann Mihály: Én és a kisöcsém... Mosolygóné, társasutazó
- Tamási Áron: Énekes madár... Kömény Ignácné
- Sütő András: Csillag a máglyán... Asszony
- Zalán Tibor: Bevíz úr hazamegy, ha... ... Anyós
- Simai Mihály: Félszárnyú tündérek titkai... Csörögecsont, antifutballista nevelőnő
- Pavlovits Miklós: A giling-galang rejtélye... Erzsi
- Stanisław Ignacy Witkiewicz: Az őrült és az apáca (vagy nincs az a baj, melyből ne származhatna még nagyobb baj)... Barbara nővér, apácafőnöknő

## Filmek, tv
- Maxim Gorkij: Zikovék (A Szegedi Nemzeti Színház előadásának tévéfelvétele) (1981)